# Ophiuche caerulealis
Ophiuche caerulealis är en fjärilsart som beskrevs av Walker 1865. Ophiuche caerulealis ingår i släktet Ophiuche och familjen nattflyn. Inga underarter finns listade i Catalogue of Life.